# Teatro Garibaldi (Palermo)

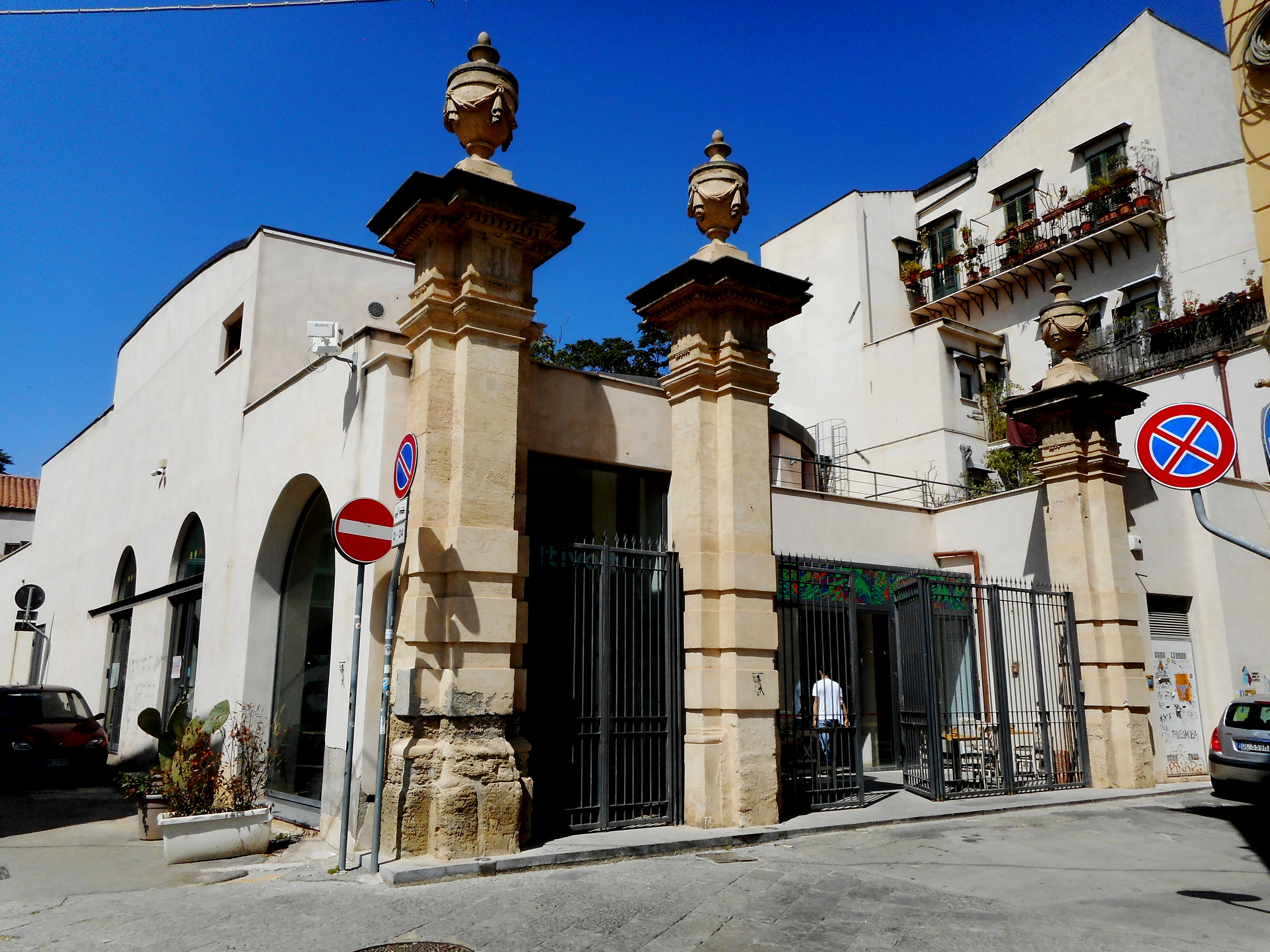
Ingresso del teatro

Il Teatro Garibaldi di Palermo si trova nel quartiere La Kalsa, a pochi passi dalla Basilica La Magione.

## Storia
Il teatro venne inaugurato nel 1861 da Garibaldi, che vi fece un discorso alla folla. Dall'inaugurazione ha subito negli anni varie trasformazioni e rimase, a lungo, chiuso per riapre solo nel 1906.
Verso la fine degli anni trenta - sempre come "Garibaldi" - funzionò come cinema così come dalla metà degli anni cinquanta ai primissimi anni sessanta, in questo secondo caso prima, ancora, col nome "Garibaldi", poi col nome "Araldo" e, successivamente, venne abbandonato per essere riaperto soltanto negli anni novanta. Dopo un lungo periodo di degrado sono cominciati lavori di riqualificazione che hanno suscitato numerose polemiche tra la popolazione ed il mondo dell'arte perché starebbero snaturando questo teatro all'italiana privandolo di quel fascino che ha attirato numerosi artisti negli ultimi vent'anni: da Wim Wenders a Carlo Cecchi (che ne fu il direttore artistico per una decina d'anni).
Diretto da Matteo Bavera, il teatro Garibaldi è stato impegnato in produzioni e co-produzioni con Carlo Cecchi, Emma Dante, Peter Brook, Antonio Latella, Davide Enia e Wim Wenders (il quale ha girato una scena del suo film Palermo Shooting all'interno).
Il teatro subì interventi che ne cambiarono gli interni che si conclusero nel maggio del 2010.
Il 13 aprile 2012 il Teatro venne occupato da una sessantina di artisti, lavoratori e lavoratrici dello spettacolo. Tra il 2017 e il 2018, in concomitanza con la designazione a capitale italiana della cultura del capoluogo siciliano, il teatro Garibaldi fu quartier generale della dodicesima edizione di Manifesta, biennale itinerante d'arte contemporanea, nonché parte stessa della manifestazione, ospitando, tra l'altro, opere di Giorgio Vasta e Wu Ming.